# محمدحسن سمسار
محمدحسن سمسار (زاده ۱۲ مهر ۱۳۱۳) شیراز، محقق، تاریخ‌دان، تاریخ‌نگار و کارشناس ارشد تاریخ از دانشگاه تهران است.

## سوابق علمی – اجرایی
- عضو شورای عالی علمی دائرةالمعارف بزرگ اسلامی از ۱۳۶۳ تاکنون (۱۳۹۳)
- مدیر بخش هنر و معماری دائرةالمعارف بزرگ اسلامی: از ۱۳۶۵ تا ۱۳۸۷
- عضو هیئت علمی گروه علوم انسانی دانشگاه تهران، گروه باستان‌شناسی
- کارشناس آثار هنری و نسخ خطی وزارت فرهنگ و هنر
- رئیس موزه‌های هنرهای تزیینی و سرپرست کل اداره موزه‌ها از سال۱۳۳۷ تا ۱۳۵۷
- استاد مدعو دانشگاه تهران و تربیت مدرس

## آثار

### کتاب
| عنوان                                                                        | ناشر                                           | سال  | توضیحات                   |
| ---------------------------------------------------------------------------- | ---------------------------------------------- | ---- | ------------------------- |
| تاریخ هنر ایران: آموزش خدمات                                                 | وزارت آموزش و پرورش، سازمان کتابهای درسی ایران | ۱۳۵۳ |                           |
| سیمای تهران در سده ۱۳ هجری قمری                                              | انتشارات زریران                                | ۱۳۸۶ |                           |
| کاخ گلستان، آلبوم خانه: فهرست عکسهای برگزیده عصر قاجار                       | سازمان میراث فرهنگی ایران                      | ۱۳۸۲ |                           |
| موزه‌های ایران                                                                | انتشارات علمی                                  | ۱۳۴۵ |                           |
| جغرافیای تاریخی سیراف                                                        | انتشارات انجمن آثار ملی                        | ۱۳۵۷ |                           |
| آثار هنری ایران                                                              | انتشارات زریران                                | ۱۳۸۲ | (مؤلف همکار با) یحیی ذکاء |
| آثار هنری ایران در مجموعهٔ نخست‌وزیری                                          | انتشارات نخست‌وزیری                             | ۱۳۵۷ | (مؤلف همکار با) یحیی ذکاء |
| تهران در تصویر                                                               | انتشارات سروش                                  | ۱۳۶۹ | (مؤلف همکار با) یحیی ذکاء |
| کاخ گلستان (گنجینهٔ کتب و نفائس خطی)، گزینه‌ای از شاهکارهای نگارگری و خوشنویسی | انتشارات زرین و سیمین                          | ۱۳۷۹ |                           |

### مقاله
| عنوان                                                       | نشریه             | تاریخ               | شماره     |
| ----------------------------------------------------------- | ----------------- | ------------------- | --------- |
| مهرهایی از پادشاهان، شاهزادگان و سرداران صفوی               | هنر و مردم        | اردیبهشت ۱۳۴۹       | ۹۱        |
| دو فرمان و مهری تازه از پادشاهان صفویه و زندیه              | بررسی‌های تاریخی   | مرداد و شهریور ۱۳۵۲ | ۴۶        |
| نظری به پیدایش قلیان و چپق در ایران                         | هنر و مردم        | اسفند ۱۳۴۲          | ۱۷        |
| عکسهایی از تهران دیروز                                      | بخارا             | آذر ۱۳۸۲            | ۳۱        |
| هنر خوشنویسی و احمد بن سهروردی                              | کتاب ماه هنر      | مرداد و شهریور ۱۳۸۳ | ۷۱ و ۷۲   |
| صندوق منبت امامزاده موسی (خوروین کرج)                       | وقف میراث جاویدان | زمستان ۱۳۸۷         | ۲۸        |
| اهمیت نقش موزه‌ها در اجتماع                                  | هنر و مردم        | اسفند ۱۳۴۵          | ۵۳ و ۵۴   |
| هنر کاغذبری در ایران (قطاعی)                                | نامه بهارستان     | ۱۳۸۳                | ۹ و ۱۰    |
| اهمیت اسب و تزیینات آن در ایران باستان                      | هنر و مردم        | ۱۳۴۳                | ۲۰        |
| "مرغ صراحی؛ نمونه‌هایی از دو هزار و پانصد سال حفظ سنت در هنر | هنر ومردم         | شهریور ۱۳۵۰         | ۱۰۷ و ۱۰۸ |
| جمال، نقاش اصفهانی                                          | هنر و مردم        | شهریور ۱۳۴۷         | ۷۱        |
| غاشیه                                                       | هنر و مردم        | مرداد ۱۳۴۸          | ۸۲        |
| فرمان‌نویسی در دورهٔ صفویه                                    | بررسیهای تاریخی   | ۱۳۴۷                | ۱۳        |

## مصاحبه و سخنرانی
- در مقابل کتاب‌سازی‌ها سکوتی دردناک کرده‌ایم، گزارش میراث، دوره دوم، تیر ۱۳۹۱، ضمیمهٔ شماره ۲.
- سازمان اداری و سازمان علمی دائرةالمعارف بزرگ اسلامی، کیهان فرهنگی، خرداد و تیر ۱۳۷۵، شماره ۱۲۷.
- سخنرانی پیرامون آنتوان سوریوگین، بخارا، فروردین و اردیبهشت ۱۳۸۱، شماره ۲۳.